# Tollasmolyformák
A tollasmolyformák (Pterophorinae) a valódi lepkék (Glossata) alrendjébe tartozó Heteroneura alrendágba sorolt tollasmolyfélék (Pterophoridae) családjának névadó alcsaládja. A 2010-es években ide sorolták át a korábban önálló alcsaládnak tekintett Platyptilinae taxon fajait is.

## Elterjedésük, élőhelyük
Európában 32 nemük él:
- Adaina
- Amblyptilia
- Buckleria
- Buszkoiana
- Calyciphora
- Capperia
- Cnaemidophorus
- Crombrugghia
- Emmelina
- Geina
- Gillmeria
- Gypsochares
- Hellinsia
- Lantanophaga
- Marasmarcha
- Megalorhipida
- Merrifieldia
- Oidaematophorus
- Oxyptilus
- Paracapperia
- Paraplatyptilia
- Platyptilia
- Porrittia
- Procapperia
- Pselnophorus
- Pterophorus
- Puerphorus
- Stangeia
- Stenoptilia
- Stenoptilodes
- Tabulaephorus
- Wheeleria

## Magyarországi fajaik
Magyarországról 2011-ben 57 fajukat ismerjük.
1. Platyptiliini nemzetség:
- Amblyptilia (Hb., 1825) nem 2 faja:
  - díszes tollasmoly (Amblyptilia acanthadactyla Hb., 1813) — Magyarországon többfelé előfordul (Buschmann, 2003; Pastorális, 2011);
  - pettyes szárnyú tollasmoly (Amblyptilia punctidactyla Haworth, 1811, Amblyptilia cosmodactyla Hb., 1819) — Magyarországon sokfelé előfordul (Pastorális, 2011);
- Buszkoiana (Koçak, 1981) nem egyetlen faja:
  - kocsordfonó tollasmoly (Buszkoiana capnodactylus Zeller, 1841) — Magyarországon szórványos (Pastorális, 2011);
- Cnaemidophorus nem (Wallengren, 1862) egyetlen fajjal:
  - rózsabogyó-tollasmoly (Cnaemidophorus rhododactyla Denis & Schiffermüller, 1775) — Magyarországon közönséges (Buschmann, 2003; Mészáros, 2005; Pastorális, 2011; Pastorális & Szeőke, 2011);
- Gillmeria (Tutt, 1905) nem 3 faja:
  - balkáni tollasmoly (Gillmeria miantodactylus Zeller, 1841) — Magyarországon szórványos (Pastorális, 2011);
  - okkersárga tollasmoly (Gillmeria ochrodactyla Denis & Schiffermüller, 1775, Gillmeria tetradactyla auct.) — Magyarországon sokfelé előfordul (Pastorális, 2011; Pastorális & Szeőke, 2011);
  - fakósárga tollasmoly (Gillmeria pallidactyla Haworth, 1811) — Magyarországon többfelé előfordul (Pastorális, 2011; Pastorális & Szeőke, 2011);
- Platyptilia (Hb., 1825) nem 4 faja:
  - aggófű-tollasmoly (Platyptilia farfarellus, Platyptilia farfarella Zeller, 1867) — Magyarországon többfelé előfordul (Horváth, 1997; Pastorális, 2011; Pastorális & Szeőke, 2011);
  - ékmintás tollasmoly (Platyptilia gonodactyla Denis & Schiffermüller, 1775) — Magyarországon közönséges (Buschmann, 2003; Pastorális, 2011; Pastorális & Szeőke, 2011);
  - berki tollasmoly (Platyptilia nemoralis Zeller, 1841) — Magyarországon sokfelé előfordul (Buschmann, 2003; Pastorális, 2011);
  - barnásfehér tollasmoly (Platyptilia tesseradactyla, Platyptilia tetradactyla L., 1761) — Magyarországon szórványos (Buschmann, 2003; Pastorális, 2011);
- Stenoptilia (Hb., 1825) nem 11 faja:
  - vértesi tollasmoly (Stenoptilia annadactyla Sutter, 1988) — Magyarországon sokfelé előfordul (Pastorális, 2011; Pastorális & Szeőke, 2011);
  - kétpontú tollasmoly (Stenoptilia bipunctidactyla Scopoli, 1763) — Magyarországon sokfelé előfordul (Pastorális, 2011);
  - tárnicsvirág-tollasmoly (Stenoptilia coprodactyla Stainton, 1851) — Magyarországon szórványos (Pastorális, 2011);
  - csikorgófű-tollasmoly (Stenoptilia gratiolae Gibeaux & Nel, 1989) — Magyarországon többfelé előfordul (Buschmann, 2003; Pastorális, 2011);
  - kárpáti tollasmoly (Stenoptilia paludicola auct., nec Wallengren, 1862, Stenoptilia stigmatoides Sutter & Skyva, 1992) — Magyarországon sokfelé előfordul (Pastorális, 2011);
  - kőtörőfű-tollasmoly (Stenoptilia pelidnodactyla Stein, 1837) — Magyarországon sokfelé előfordul (Pastorális, 2011; Pastorális & Szeőke, 2011);
  - osztrák tollasmoly (Stenoptilia plagiodactyla Stainton, 1851) — Magyarországon többfelé előfordul (Pastorális, 2011);
  - tárnics-tollasmoly (Stenoptilia pneumonanthes Büttner, 1880) — Magyarországon többfelé előfordul (Buschmann, 2003; Pastorális, 2011);
  - fahéjbarna tollasmoly (Stenoptilia pterodactyla L., 1761) — Magyarországon közönséges (Buschmann, 2003; Pastorális, 2011; Pastorális & Szeőke, 2011);
  - ördögszem-tollasmoly (Stenoptilia stigmatodactyla Zeller, 1852) — Magyarországon sokfelé előfordul (Buschmann, 2003; Pastorális, 2011; Pastorális & Szeőke, 2011);
  - imolavirág-tollasmoly (Stenoptilia zophodactyla Duponchel, 1840) — Magyarországon sokfelé előfordul (Buschmann, 2003; Pastorális, 2011; Pastorális & Szeőke, 2011);

2. Exelastini nemzetség:
- Marasmarcha (Meyrick, 1886) nem egyetlen faja:
  - félholdas tollasmoly (Marasmarcha lunaedactyla Haworth, 1811) — Magyarországon többfelé előfordul (Buschmann, 2003; Pastorális, 2011);

3. Oxyptilini nemzetség:
- Capperia (Tutt, 1905) nem 3 fajjal:
  - gamandor-tollasmoly (Capperia celeusi Frey, 1886) — Magyarországon közönséges (Buschmann, 2003; Pastorális, 2011; Pastorális & Szeőke, 2011);
  - tisztesfű-tollasmoly (Capperia fusca O. Hofmann, 1898) — Magyarországon szórványos (Pastorális, 2011);
  - gyöngyajak-tollasmoly (Capperia trichodactyla Denis & Schiffermüller, 1775) — Magyarországon szórványos (Horváth, 1997; Pastorális, 2011; Pastorális & Szeőke, 2011);
- Crombrugghia (Tutt, 1906) nem 2 fajjal:
  - rozsdabarna tollasmoly (Crombrugghia distans Zeller, 1847) — Magyarországon közönséges (Buschmann, 2003;Pastorális, 2011; Pastorális & Szeőke, 2011);
  - gyászos tollasmoly (Crombrugghia tristis Zeller, 1841) — Magyarországon közönséges Buschmann, 2003;Pastorális, 2011; Pastorális & Szeőke, 2011);
- Geina (Tutt, 1907) nem egyetlen fajjal:
  - gyömbérgyökér-tollasmoly (Geina didactyla L., 1758) — Magyarországon sokfelé előfordul (Buschmann, 2003; Pastorális, 2011; Pastorális & Szeőke, 2011);
- Oxyptilus (Zeller, 1841) nem 3 fajjal:
  - aranyszárnyú tollasmoly (Oxyptilus chrysodactyla Denis & Schiffermüller, 1775) — Magyarországon sokfelé előfordul (Buschmann, 2003; Pastorális, 2011; Pastorális & Szeőke, 2011);
  - vörösbarna tollasmoly (Oxyptilus pilosellae Zeller, 1841) — Magyarországon közönséges (Buschmann, 2003;Pastorális, 2011; Pastorális & Szeőke, 2011);
  - törpe tollasmoly (Oxyptilus parvidactyla Haworth, 1811) — Magyarországon közönséges (Buschmann, 2003;Pastorális, 2011);
- Stangeia Tutt, 1905) nem egyetlen fajjal:
  - mediterrán tollasmoly (Stangeia siceliota (Zeller, 1847) — Magyarországon szórványos (Pastorális, 2011);

4. Pterophorini nemzetség (a régi Pterophorinae alcsalád):
- Adaina (Tutt, 1905) nem egyetlen fajjal:
  - sédkender-tollasmoly (Adaina microdactyla (Hb., 1813) — Magyarországon közönséges (Horváth, 1997; Buschmann, 2003; Pastorális, 2011; Pastorális & Szeőke, 2011);
- Calyciphora (Kasy, 1960) nem 3 fajjal:
  - hangyabogáncs-tollasmoly (Calyciphora xanthodactyla Treitschke, 1833; Calyciphora klimeschi Kasy, 1960) — Magyarországon szórványos (Pastorális, 2011);
  - csepeli tollasmoly (Calyciphora albodactylus Fabricius, 1794; Calyciphora xerodactyla Zeller, 1841) — Magyarországon szórványos (Pastorális, 2011);
  - sötét tollasmoly (Calyciphora nephelodactyla Eversmann, 1844) — Magyarországon szórványos (Pastorális, 2011);
- Emmelina Tutt, 1905) nem 2 fajjal:
  - közönséges tollasmoly (Emmelina monodactyla L., 1758) — Magyarországon közönséges (Buschmann, 2003; Pastorális, 2011; Pastorális & Szeőke, 2011);
  - illír tollasmoly (Emmelina argoteles Meyrick, 1922); Emmelina jezonica Matsumura, 1931; Emmelina jezonica pseudojezonica Derra, 1987) — Magyarországon többfelé előfordul (Pastorális, 2011);
- Hellinsia (Tutt, 1905) nem 7 fajjal:
  - kénsárga tollasmoly (Hellinsia carphodactyla Hb., 1813) — Magyarországon sokfelé előfordul (Pastorális, 2011; Pastorális & Szeőke, 2011);
  - hölgymálvirág-tollasmoly (Hellinsia didactylites Ström, 1783; Hellinsia scarodactyla Hb., 1813) — Magyarországon közönséges (Pastorális, 2011);
  - gyopárvirág-tollasmoly (Hellinsia distinctus Herrich-Schäffer, 1855) — Magyarországon szórványos (Pastorális, 2011);
  - peremizsvirág-tollasmoly (Hellinsia inulae Zeller, 1852) — Magyarországon közönséges (Pastorális, 2011);
  - ürömszövő tollasmoly (Hellinsia lienigianus Zeller, 1852) — Magyarországon közönséges (Pastorális, 2011; Pastorális & Szeőke, 2011);
  - csontszínű tollasmoly (Hellinsia osteodactylus Zeller, 1841) — Magyarországon sokfelé előfordul (Buschmann, 2003; Pastorális, 2011);
- feketepontos tollasmoly (Hellinsia tephradactyla Hb., 1813) — Magyarországon többfelé előfordul (Pastorális, 2011);
- Merrifieldia Tutt, 1905) nem 4 fajjal:
  - kakukkfű-tollasmoly (Merrifieldia baliodactylus Zeller, 1841) — Magyarországon többfelé előfordul (Buschmann, 2003; Pastorális, 2011);
  - barnacsápú tollasmoly (Merrifieldia leucodactyla Denis & Schiffermüller, 1775) — Magyarországon sokfelé előfordul (Buschmann, 2003; Pastorális, 2011; Pastorális & Szeőke, 2011);
  - dunántúli tollasmoly Merrifieldia malacodactylus Zeller, 1847) — Magyarországon szórványos (Pastorális, 2011);
  - sárgásbarna tollasmoly (Merrifieldia tridactyla L., 1758) — Magyarországon közönséges (Pastorális, 2011);
- Oidaematophorus (Wallengren, 1862) nem 2 fajjal:
  - sárgásszürke tollasmoly (Oidaematophorus lithodactyla Treitschke, 1833) — Magyarországon többfelé előfordul (Horváth, 1997;Buschmann, 2003; Pastorális, 2011; Pastorális & Szeőke, 2011);
  - peremizsrágó tollasmoly (Oidaematophorus septodactyla Treitschke, 1833; Oidaematophorus constanti Ragonot, 1875) — Magyarországon közönséges (Buschmann, 2003; Pastorális, 2011);
- Porrittia (Tutt, 1905) nem egyetlen fajjal:
  - tejfehér tollasmoly (Porrittia galactodactyla Denis & Schiffermüller, 1775) — Magyarországon közönséges (Horváth, 1997; Buschmann, 2003; Pastorális, 2011; Pastorális & Szeőke, 2011);
- Pselnophorus (Wallengren, 1881) nem egyetlen fajjal:
  - kormos tollasmoly (Pselnophorus heterodactyla Müller, 1764; Pselnophorus brachydactyla Kollar, 1832) — Magyarországon többfelé előfordul (Pastorális, 2011);
- Pterophorus (Schäffer, 1766) nem 2 fajjal:
  - szulák-tollasmoly (Pterophorus ischnodactyla Treitschke, 1835) — Magyarországon sokfelé előfordul (Pastorális, 2011; Pastorális & Szeőke, 2011);
  - fehér tollasmoly (Pterophorus pentadactyla L., 1758) — Magyarországon közönséges (Buschmann, 2003; Pastorális, 2011; Pastorális & Szeőke, 2011);
- Wheeleria (Tutt, 1905) nem egyetlen fajjal:
  - pemetefű-tollasmoly (Wheeleria obsoletus Zeller, 1841) — Magyarországon közönséges (Pastorális, 2011; Pastorális & Szeőke, 2011);